# Jewhen Budko
Jewhen Mychailowytsch Budko (ukrainisch Євген Михайлович Будко; * 7. Januar 1978 in Saporischschja, Ukrainische SSR) ist ein ehemaliger ukrainisch-russischer Handballtorwart.

## Karriere
Der 2,00 Meter große und 110 Kilogramm schwere Torhüter spielte bis 2008 bei ZTR Saporischschja, mit dem er neunmal ukrainischer Meister sowie einmal Pokalsieger wurde. Anschließend wechselte er zum russischen Serienmeister Medwedi Tschechow, mit dem er bis 2012 in jeder Saison das Double gewann. Mit Saporischschja spielte er in den Spielzeiten 1998/1999 bis 2001/2002, 2003/2004 bis 2005/2006 und 2007/2008 in der EHF Champions League sowie 1997/1998, 2002/2003 und 2005/2006 bis 2007/2008 im Europapokal der Pokalsieger und mit Medwedi Tschechow 2008/2009 bis 2009/2010 in der EHF Champions League.
Mit der ukrainischen Juniorennationalmannschaft gewann er bei der U-21-Weltmeisterschaft 1997 die Silbermedaille.
Jewhen Budko stand in mindestens 65 Länderspielen für die ukrainische Nationalmannschaft im Tor (Stand: Dezember 2009). Er nahm an den Europameisterschaften 2000, 2002, 2004 und 2006 sowie den Weltmeisterschaften 2001 und 2007 teil.
Seit 2017 ist Budko Torwarttrainer bei HK Motor Saporischschja, wo sein Sohn Mychajlo im Tor steht.

## Erfolge
- 9× Ukrainischer Meister: 1998–2001, 2003–2005, 2007, 2008
- 1× Ukrainischer Pokalsieger: 2001
- 4× Russischer Meister: 2009–2012
- 4× Russischer Pokalsieger: 2009–2012
- Silber bei der U-21-Weltmeisterschaft 1997